# Gino Buzzanca
Pour les articles homonymes, voir Buzzanca.
Gino Buzzanca (né le 8 mars 1912 à Messine en Sicile et mort le 5 mai 1985 à Rome) est un acteur italien.

## Biographie
Il débute comme acteur au théâtre en Sicile, jouant notamment les œuvres de Luigi Pirandello avant d'être repéré par le réalisateur Luigi Zampa qui lui offre ses premiers rôles au cinéma. Il a principalement joué des rôles secondaires au cours de sa carrière et a parfois été crédité sous le nom de Bill Jackson. Il est l'oncle de Lando Buzzanca.

### Au cinéma
- 1953 : Anni facili de Luigi Zampa
- 1954 : La Belle Romaine (La Romana) de Luigi Zampa
- 1954 : L'Art de se débrouiller (L'arte di arrangiarsi) de Luigi Zampa
- 1954 : Due lacrime de Giuseppe Vari
- 1955 : L'Affaire Mirella (Addio sogni di gloria) de Giuseppe Vari
- 1955 : Agguato sul mare de Pino Mercanti
- 1955 : Il bidone de Federico Fellini
- 1955 : Quando tramonta il sole de Guido Brignone
- 1955 : Siamo uomini o caporali de Camillo Mastrocinque
- 1955 : Vendicata de Giuseppe Vari
- 1956 : A sud niente di nuovo de Giorgio Simonelli
- 1956 : Femmes seules (Donne sole) de Vittorio Sala
- 1956 : Parola di ladro de Nanni Loy et Gianni Puccini
- 1956 : Peccato di castità de Gianni Franciolini
- 1956 : Rascel-Fifì de Guido Leoni
- 1956 : Yalis la vergine di Roncador de Francesco De Robertis
- 1957 : Le Médecin et le sorcier (Il Medico e lo stregone) de Mario Monicelli
- 1957 : Roland, prince vaillant (Orlano e i paladini di Francia) de Pietro Francisci
- 1958 : Caporale di giornata de Carlo Ludovico Bragaglia
- 1958 : L'amore nasce a Roma de Mario Amendola
- 1958 : La congiura dei Borgia de Antonio Racioppi
- 1958 : Serenatella sciuè sciuè de Carlo Campogalliani
- 1958 : L'amico del giaguaro de Giuseppe Bennati
- 1959 : Arriva la banda de Tanio Boccia
- 1959 : Ciao, ciao bambina de Sergio Grieco
- 1959 : Guardatele ma non toccatele de Mario Mattoli
- 1959 : Le Chevalier sans terre (Il cavaliere senza terra) de Giacomo Gentilomo
- 1959 : Le Don Juan des bas-fonds (Nel blu dipinto di blu) de Piero Tellini
- 1959 : Perfide... ma belle! de Giorgio Simonelli
- 1959 : Les Croûlants terribles (Prepotenti più di prima) de Mario Mattoli
- 1959 : Tipi da spiaggia de Mario Mattoli
- 1960 : Caravan Petrol de Mario Amendola
- 1960 : I mafiosi de Roberto Mauri
- 1960 : La Reine des Amazones (La regina delle Amazzoni) de Vittorio Sala
- 1960 : Robin des Bois et les Pirates (Robin Hood e i pirati) de Giorgio Simonelli
- 1960 : Signori si nasce de Mario Mattoli
- 1961 : Mission ultra-secrète (Il federale) de Luciano Salce
- 1961 : Il était trois flibustiers (I Moschettieri del mare) de Steno
- 1961 : Le Secret de l'épervier noir (Il segreto dello sparviero nero) de Domenico Paolella
- 1961 : L'urlo dei bolidi de Leo Guerrasi
- 1961 : Maciste contro Ercole nella valle dei guai de Mario Mattoli
- 1961 : L'onorata società de Riccardo Pazzaglia
- 1961 : Tototruffa '62 de Camillo Mastrocinque
- 1961 : Viva l'Italia de Roberto Rossellini
- 1962 : Les Deux Colonels (I Due Colonelli) de Steno
- 1962 : Duello nella Sila d'Umberto Lenzi
- 1962 : Il giorno più corto de Sergio Corbucci
- 1963 : Tempo di Roma de Denys de La Patellière
- 1964 : Bianco, rosso, giallo, rosa de Massimo Mida
- 1964 : I due toreri de Giorgio Simonelli
- 1964 : I due mafiosi de Giorgio Simonelli
- 1965 : Soldati e caporali de Mario Amendola
- 1966 : 7 monaci d'oro de Marino Girolami
- 1966 : Due mafiosi contro Al Capone de Giorgio Simonelli
- 1966 : Giorno caldo al Paradiso Show de Enzo Di Gianni
- 1966 : I due sanculotti de Giorgio Simonelli
- 1966 : Ringo e Gringo contro tutti de Bruno Corbucci
- 1967 : Il bello, il brutto, il cretino de Giovanni Grimaldi
- 1968 : Meglio vedova de Duccio Tessari
- 1976 : Amici più di prima de Carlo Veo